# Ис (Рајна-Палатинат)
Ис (њем. Ueß) општина је у њемачкој савезној држави Рајна-Палатинат. Једно је од 109 општинских средишта округа Вулканајфел. Према процјени из 2010. у општини је живјело 44 становника. Посједује регионалну шифру (AGS) 7233243.

## Географски и демографски подаци
Ис се налази у савезној држави Рајна-Палатинат у округу Вулканајфел. Општина се налази на надморској висини од 490 метара. Површина општине износи 1,5 km². У самом мјесту је, према процјени из 2010. године, живјело 44 становника. Просјечна густина становништва износи 30 становника/km².